# Grinnellhalvön
Grinnellhalvön (engelska: Grinnell Peninsula) är en halvö i Kanada.   Den ligger i nordvästra Devonön i territoriet Nunavut, i den norra delen av landet, 3 600 kilometer norr om huvudstaden Ottawa.
Trakten runt Grinnellhalvön är permanent täckt av is och snö. Trakten är nära nog obefolkad, med mindre än två invånare per kvadratkilometer.